# Hyvin Jepkemoi
Hyvin Kiyeng Jepkemoi (ur. 13 stycznia 1992) – kenijska lekkoatletka specjalizująca się w biegach długich.
W 2011 zdobyła złoty medal igrzysk afrykańskich w biegu na 3000 metrów z przeszkodami. Brązowa medalistka mistrzostw Afryki w Porto-Novo (2012). W 2013 była szósta na mistrzostwach świata w Moskwie. Złota medalistka mistrzostw świata w Pekinie (2015). Na igrzyskach olimpijskich w Rio de Janeiro w 2016 roku zdobyła srebro. Złota medalistka mistrzostw świata w biegach przełajowych w drużynie seniorek (2017). W tym samym roku na czempionacie globu w Londynie sięgnęła po brązowy medal biegu z przeszkodami. W 2021 ponownie stanęła na podium olimpijskim, zdobywając brązowy medal na igrzyskach w Tokio.
Stawała na podium mistrzostw Kenii.

## Osiągnięcia
| Rok  | Impreza                                   | Miejsce        | Konkurencja                   | Pozycja    | Wynik    |
| ---- | ----------------------------------------- | -------------- | ----------------------------- | ---------- | -------- |
| 2011 | Igrzyska afrykańskie                      | Maputo         | bieg na 5000 metrów           | 4. miejsce | 15:42,64 |
| 2011 | Igrzyska afrykańskie                      | Maputo         | bieg na 3000 m z przeszkodami | 1. miejsce | 10:00,50 |
| 2012 | Mistrzostwa Afryki                        | Porto-Novo     | bieg na 3000 m z przeszkodami | 3. miejsce | 9:45,95  |
| 2013 | Mistrzostwa świata                        | Moskwa         | bieg na 3000 m z przeszkodami | 6. miejsce | 9:22,05  |
| 2015 | Mistrzostwa świata                        | Pekin          | bieg na 3000 m z przeszkodami | 1. miejsce | 9:19,11  |
| 2016 | Igrzyska olimpijskie                      | Rio de Janeiro | bieg na 3000 m z przeszkodami | 2. miejsce | 9:07,12  |
| 2017 | Mistrzostwa świata w biegach przełajowych | Kampala        | bieg seniorek                 | 4. miejsce | 32:32    |
| 2017 | Mistrzostwa świata w biegach przełajowych | Kampala        | drużyna seniorek              | 1. miejsce |          |
| 2017 | Mistrzostwa świata                        | Londyn         | bieg na 3000 m z przeszkodami | 3. miejsce | 9:04,03  |
| 2019 | Mistrzostwa świata                        | Doha           | bieg na 3000 m z przeszkodami | 8. miejsce | 9:13,53  |
| 2021 | Igrzyska olimpijskie                      | Tokio          | bieg na 3000 m z przeszkodami | 3. miejsce | 9:05,39  |

## Rekordy życiowe
- Bieg na 5000 metrów – 15:35,40 (2019)
- Bieg na 3000 metrów z przeszkodami – 9:00,01 (2016) były rekord Afryki